# MarketWatch
MarketWatch ist eine Website, die Finanzinformationen, Wirtschaftsnachrichten, Analysen und Börsendaten bereitstellt. Sie ist eine Tochtergesellschaft von Dow Jones & Company, einem Unternehmen der News Corp.

## Geschichte
Das Unternehmen wurde im Herbst 1995 von Data Broadcasting Corp. konzipiert.
Am 30. Juli 1997 wurde dann die Domain marketwatch.com registriert.
Die Website wurde dann am 30. Oktober 1997 veröffentlicht und zwischen der Data Broadcasting Corp. und den CBS News aufgeteilt.
1999 hat das Unternehmen dann David Callaway eingestellt, woraufhin er dann 2003 Chefredakteur wurde.
Im Januar 1999, während der Dotcom-Blase, wurde das Unternehmen durch einen Börsengang in eine Aktiengesellschaft umgewandelt. Nach einem Ausgabepreis von 17 USD pro Aktie wurden am ersten Handelstag bis zu 130 USD pro Aktie notiert. Dies entsprach einer Marktkapitalisierung von 1 Mrd. USD trotz eines Jahresumsatzes von nur 7 Mio. USD.
Im Juni 2020 wurde das Unternehmen dann mit der Financial Times fusioniert.
Im Januar 2004 trat Thom Calandra unter Vorwürfen des Insiderhandels zurück.
Im Januar 2005 kaufte die Dow Jones & Company dann das Unternehmen für 528 Mio. USD.